# Johannes Zellinger
Johannes Baptist Zellinger (* 24. Januar 1880 in Hausen im heutigen Landkreis Donau-Ries; † 4. November 1958 in Traunstein) war ein deutscher katholischer Geistlicher und Theologe.

## Leben
Zellinger kam als Sohn eines Bauern zur Welt. Der Vater war Bürgermeister des Heimatortes. Er studierte Theologie und Philosophie in Dillingen und München und wurde 1905 zum Priester geweiht. Nach Promotion 1907 war er als Religionslehrer tätig. 1916 folgte die Habilitation. Ab 1919 war er außerordentlicher, ab 1927 ordentlicher Professor für Patrologie, christliche Archäologie und christliche Kunstgeschichte und ab 1936 ordentlicher Professor für Kirchengeschichte an der Universität München. Nach der Aufhebung der theologischen Fakultät durch die Nationalsozialisten 1939 kam er im Rahmen der Verteilung des Münchner Lehrkörpers durch das Ministerium auf verschiedene Universitäten nach Würzburg (wie auch Johann Baptist Aufhauser, Rudolf Hofmann und Anton Stonner) und lehrte dort (als Lehrstuhlinhaber und Nachfolger von Andreas Bigelmair) Patrologie und Pastoraltheologie an der Julius-Maximilians-Universität. Nach Kriegsende kehrte er an die wieder errichtete theologische Fakultät in München zurück und wurde 1946 emeritiert.
Er war Mitherausgeber der Florilegium Patristicum.
Johannes Zellinger war ein bedeutender Förderer des jungen Franz Josef Strauß. Er setzte sich gegenüber dem Vater, Metzgermeister Strauß, dafür ein, dem Sohn eine höhere humanistische Bildung zu ermöglichen, da ihm die Talente des Jungen für alte Sprachen aufgefallen waren. Auf seine Empfehlung trat Strauß im Jahr 1927 in das renommierte Maximiliansgymnasium über und legte dort am 1935 die Reifeprüfung als Jahrgangsbester ab.